# Gouvernement d'Arkhangelogorod
Ne doit pas être confondu avec le gouvernement d'Arkhangelsk (1796-1929).
1708–1780
Entités suivantes :
- Vice-royauté de Vologda
- Vice-royauté de Kostroma

Le gouvernement d'Arkhangelogorod, (en russe : Архангелогоро́дская губе́рния, Arkhangelogorodskaïa goubernia), est une division administrative, un gouvernement, de l'Empire russe, qui a existé de 1708 à 1780. Son centre administratif était la ville d'Arkhangelski Gorod.

## Histoire
Le 18 décembre 1708 (29 décembre dans le calendrier grégorien), le tsar Pierre Ier structure le pays en 8 gouvernements. Le gouvernement d'Arkhangelogorod occupe le nord de la Russie d'Europe. En 1719 le gouvernement est divisé en quatre provinces (Arkhangelsk, Vologda, Galitch et Veliki Oustioug).
Le gouvernement disparaît en 1780 lors des réformes de Paul Ier. Il réapparaît sous le nom de gouvernement d'Arkhangelsk en 1796.
| #  | Ville         | #   | Ville              | #   | Ville            |
| -- | ------------- | --- | ------------------ | --- | ---------------- |
| 1. | Arkhangelskoï | 8.  | Kolskoï Ostrog     | 15. | Totma            |
| 2. | Tcharonda     | 9.  | Mézen              | 16. | Ounja            |
| 3. | Tchoukhloma   | 10  | Parfentiev         | 17. | volosts d'Oustia |
| 4. | Galitch       | 11. | Poustozerskoï      | 18. | Veliki Oustioug  |
| 5. | Kevrol        | 12. | Sol-Galitskaïa     | 19. | Vaga             |
| 6. | Kinechma      | 13. | Sol-Vytchegodskaïa | 20. | Vologda          |
| 7. | Kologrivov    | 14. | Soudaï             |     |                  |